# Seguro Integral de Salud (Perú)
El Seguro Integral de Salud (SIS) es un organismo público ejecutor que brinda el aseguramiento público en salud en Perú. Tiene más de 25 millones asegurados que lo convierte en la principal aseguradora de salud del país con el 70 % de la población. Cuenta con cinco tipos de seguro: Gratuito, Independiente, Para Todos, Emprendedor y Microempresas. En el 2015 registró 65 millones de atenciones médicas.
El Seguro Integral de Salud (SIS) se crea sobre la base de la fusión del Seguro Escolar Gratuito (SEG) en 1997 y el Seguro Materno Infantil (SMI) al año siguiente, que fueron las experiencias iniciales en los procesos de implementación de los sistemas de aseguramiento público. La afiliación del servicio en los sectores más bajos es gratuito.
Desde 2023, los peruanos asegurados por el Estado podrán recibir atención incluso cuando viven fuera del país.

## Tipos de SIS
Dependiendo del nivel adquisitivo del paciente se podrá afiliar a uno de los siguientes planes existentes:
- SIS Gratuito: Destinado a personas que no cuenten con otro seguro de salud y estén en condiciones de pobreza, pobreza extrema o sean madres gestantes, menores de 5 años, bomberos, entre otros.[8]
- SIS para Todos: Destinado a todos los peruanos que no tienen ningún seguro de salud, está subsidiado por el Estado.
- SIS Independiente: Para los peruanos que, sin tener ningún tipo de seguro de salud contratado, pueden realizar una aportación mensual debido a sus ingresos.
- SIS Emprendedor: Para las personas dueñas de un negocio propio.
- SIS Microempresas: Para los peruanos que son empleados por una empresa y esta asume una parte del subsidio, quedando la parte restante a cargo del Estado peruano.